# Автомобильные весы

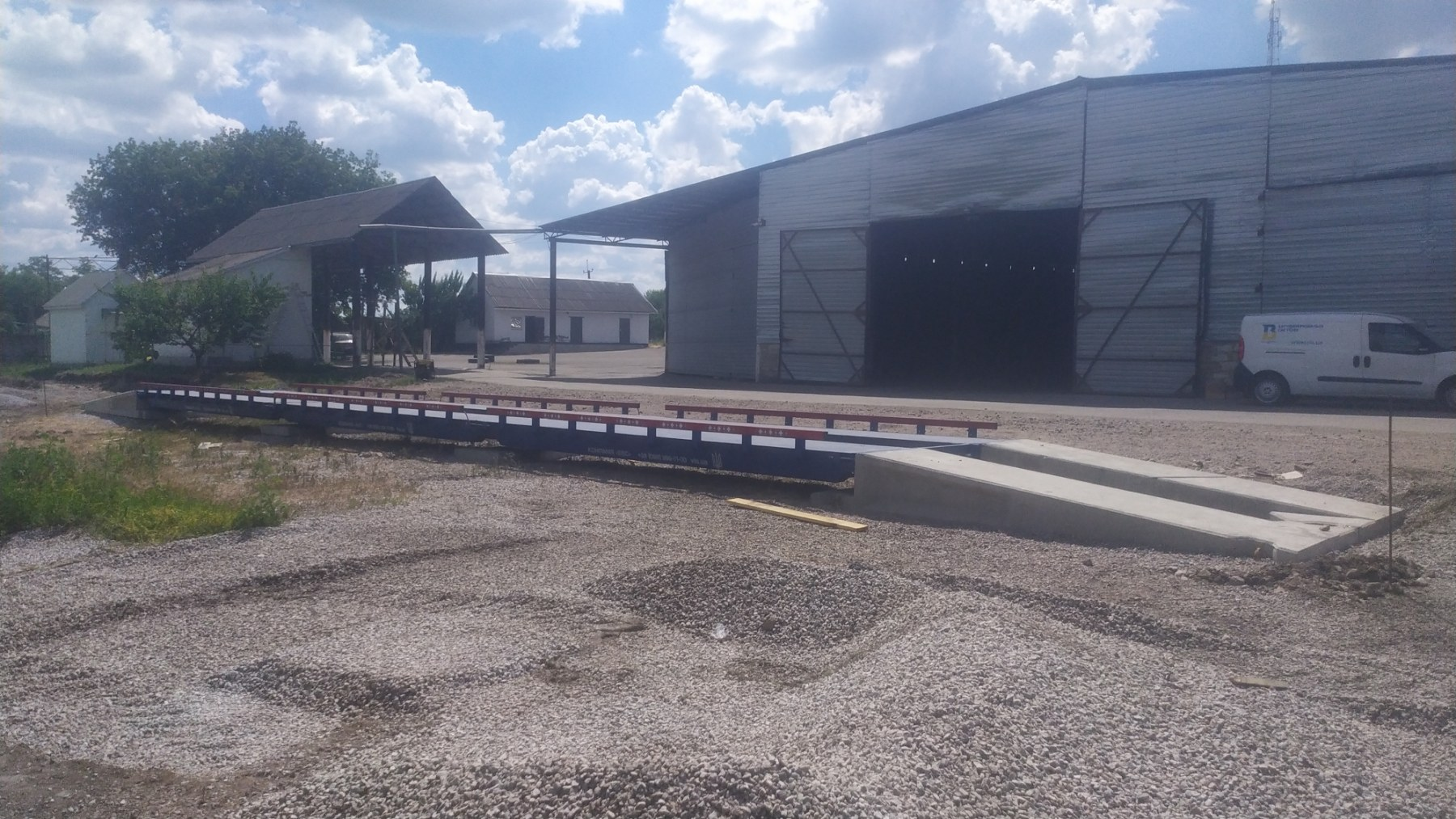
Автомобильные весы на готовом эстакадном фундаменте

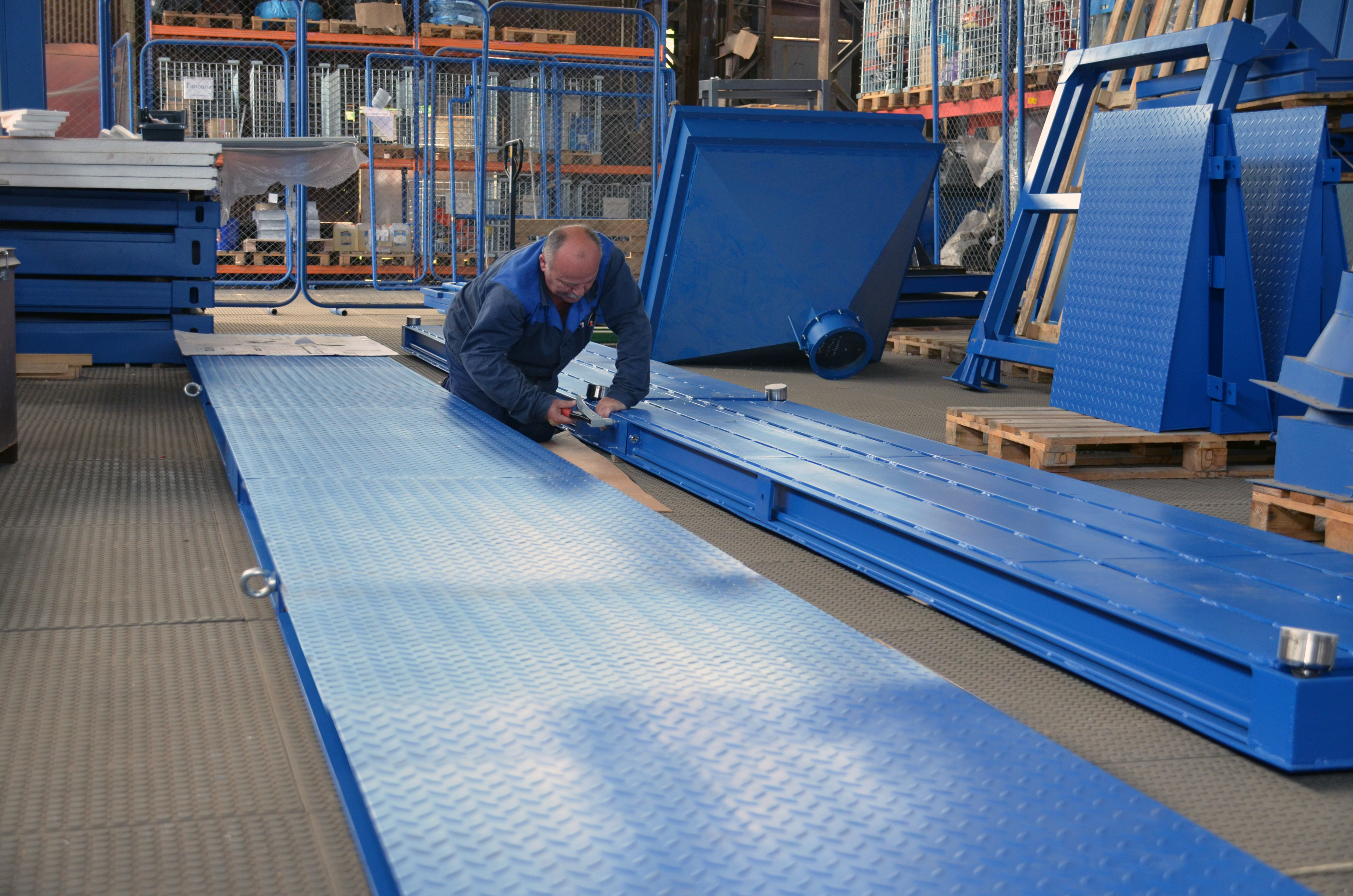
Производство автомобильных весов

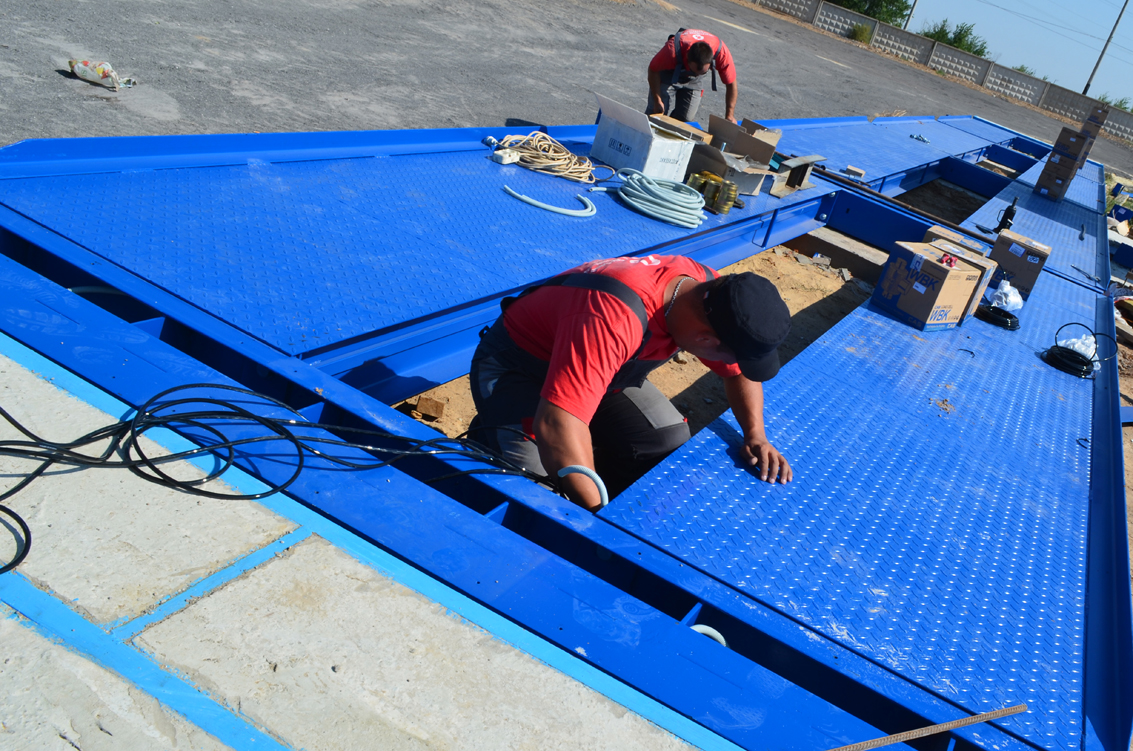
Монтаж автомобильных весов

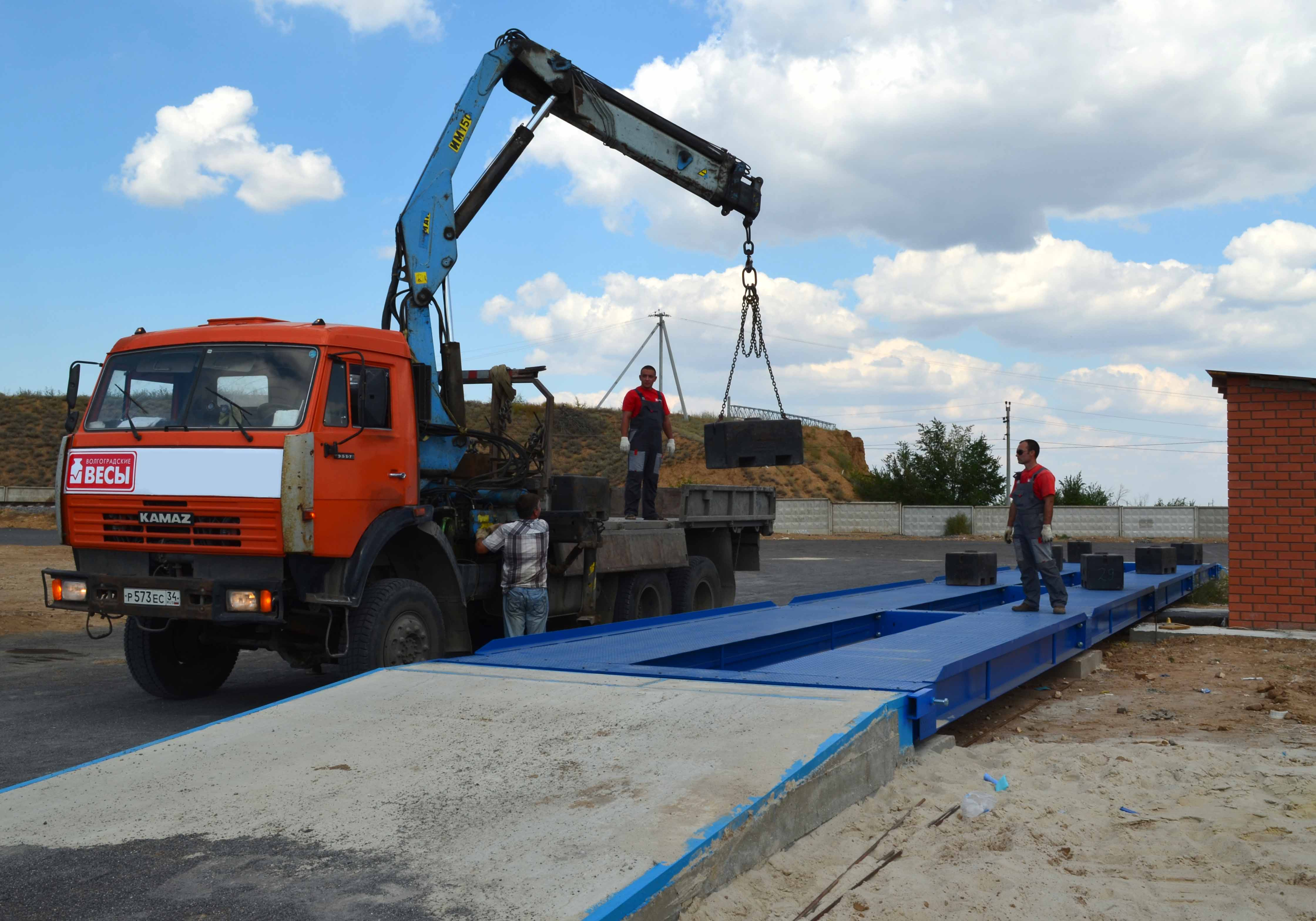
Поверка автомобильных весов

Автомобильные весы —устройство для определения веса автотранспорта или его осевой нагрузки. Такие системы позволяют определять массу груза, перевозимого автомобильным транспортом, путём измерения массы гружёного и порожнего транспорта. Также могут использоваться для осуществления контроля соответствия законодательным требованиям осевой и колесной нагрузки автотранспорта путём взвешивания в движении или в статике. Автомобильные весы могут использоваться в различных отраслях промышленности, где требуется взвешивание транспорта, гружёного сырьём: металлургия, горнодобывающая промышленность, топливно-энергетический комплекс, строительство и т. д. На базе автомобильных весов проектируются и внедряются системы автоматизированного учета и контроля материальных потоков.

## Типы взвешивания автомобильных весов
Взвешивание автомобиля может происходить в статике или в динамике. Для этих целей используют весы разного типа.

## Виды автомобильных весов
- Для статического взвешивания 
  - Платформенные
  - Колейные
  - Бесфундаментные
  - Подкладные (количество платформ должно      соответствовать количеству колес автомобиля)
- Весы для взвешивания в динамике (в движении)[англ.]
  - взвешивание на низких скоростях (весы      устанавливаются вне основного потока движения, устанавливается      ограничение скорости) 
    - Врезные весы-полоска
    - Полноразмерные автомобильные весы – модели,       совмещающие в себе статическое и динамическое взвешивание
    - Подкладные весы – устанавливаются в приямок,       либо должны использоваться с длинными заездными пандусами. Длина       пандусов не должна быть меньше, чем длина взвешиваемого транспорта

  - взвешивание на высоких скоростях (взвешивание      всего потока транспортных средств, следующих по автодороге, без      ограничения скорости)

Платформа весов устанавливается на тензодатчики. Они используются для измерения массы. Информация с тензодатчика по кабелю поступает на электронный блок весов (обычно на базе микроконтроллера), который обеспечивает не только вывод результатов измерений на индикатор, но и функции калибровки весов, а также может поддерживать интерфейс с персональным компьютером.

## Способы установки весов
1.  Фундаментный. Весы устанавливаются на специальный бетонный или железобетонный фундамент. Фундамент может располагаться только под местами стыков платформ или же может быть сплошным (располагается под всей поверхностью весов). Въезд транспорта на весы осуществляется по пандусам, изготавливаемым из металла, бетона или комбинированных материалов.

### Типы фундаментов для автомобильных весов
- Заглубленный. Такой фундамент устанавливается на участках ограниченной длины и высоты. Он не имеет пандусов и позволяет сэкономить пространство, необходимое для заезда на эстакаду. Обычно стоимость такого фундамента выше, чем у эстакадного, однако он имеет ряд преимуществ: может быть использован на участках с плохой несущей способностью грунта, более надежен в сравнении с эстакадным. Весы на таком фундаменте обязательно должны иметь цельную, либо колейную платформу, дополненную люками между следовыми балками. Автомобильные весы на заглубленном фундаменте можно дополнить функцией поосевого взвешивания автомобиля

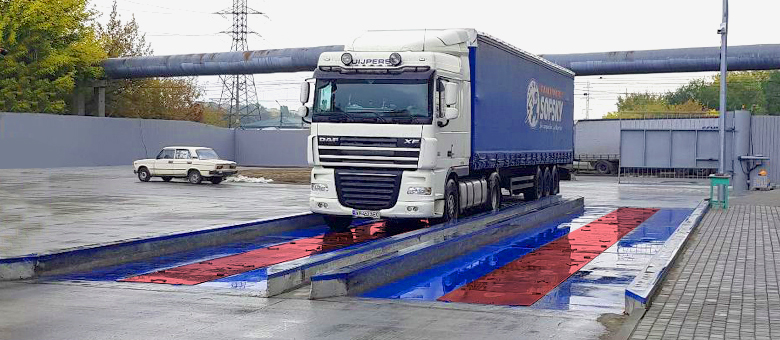
Стационарные автомобильные весы на заглубленном фундаменте с функцией определения нагрузки на ось

- Эстакадный. Наиболее распространенный тип фундамента для автомобильных весов. Может быть изготовлен двумя способами: залит по месту, при этом пандуса и плиты под датчики набирают прочность непосредственно по месту использования весов. Либо на подготовленную щебневую подушку устанавливаются изготовленные в заводских условиях элементы фундамента. Второй способ значительно ускоряет процесс монтажа весов, а прочностные характеристики элементов фундамента выше, т.к. они изготавливаются по особой технологии с пропариванием и вибростолами для исключения крошения и сколов элементов

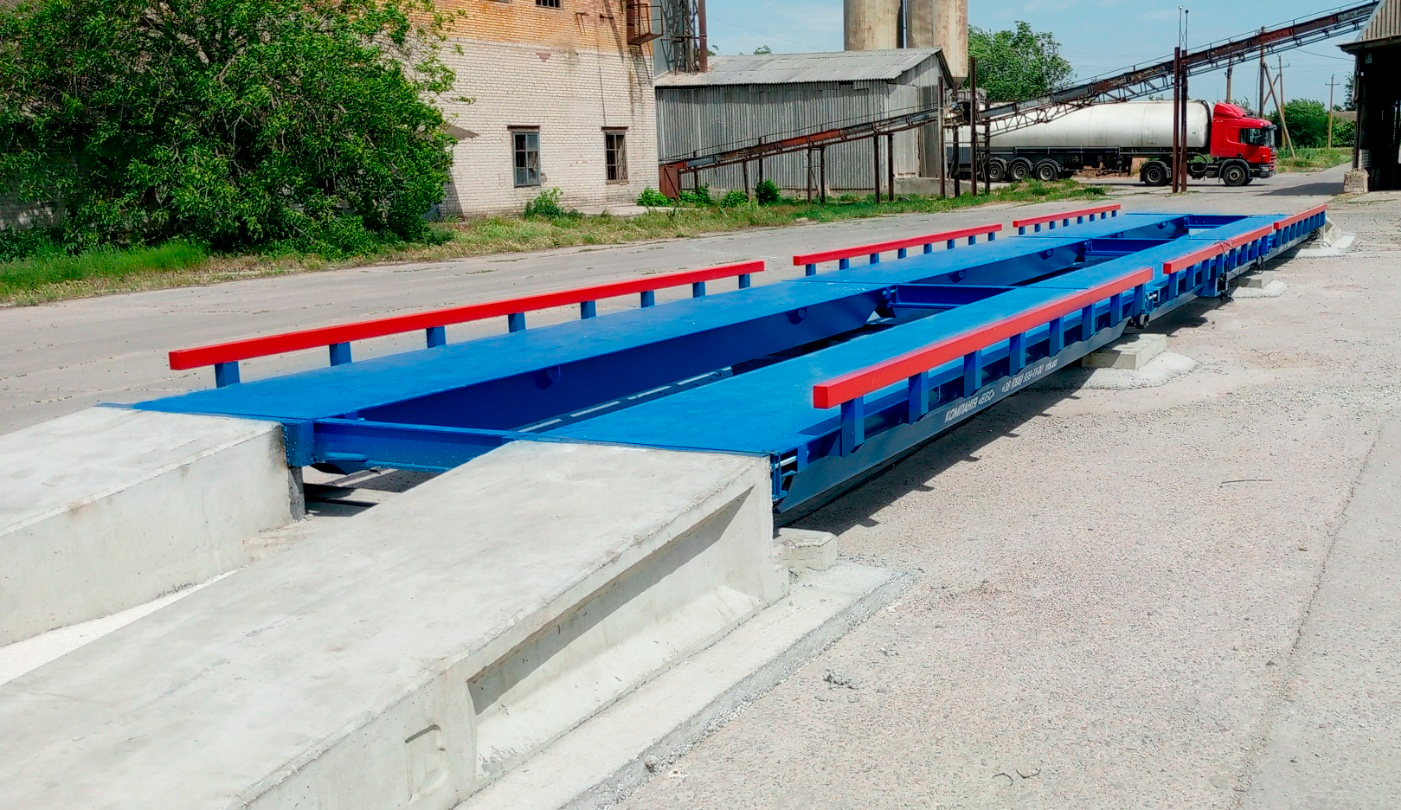
Автовесы на готовом эстакадном фундаменте

2. Бесфундаментный. Для монтажа весов используются дорожные или аэродномные плиты. Плиты укладываются непосредственно на грунт, либо на песчано-гравийную подушку. При этом способе установки фундамент не требуется. Бесфундаментный способ установки является наиболее простым и дешевым, подходит для всех видов весов, однако существует ряд ограничений по типу грунта и климатическим условиям. В таком случае весы к плитам крепятся с помощью специальных анкеров, а для комфортного заезда на них применяются металлические или бетонные пандуса.
3. Врезной. При этом способе установки весы монтируются на одном уровне с поверхностью земли на фундамент и организуется дренажная система. Этот тип установки не требуются пандусов и боковых ограждений, что уменьшает площадь, занимаемую весами.

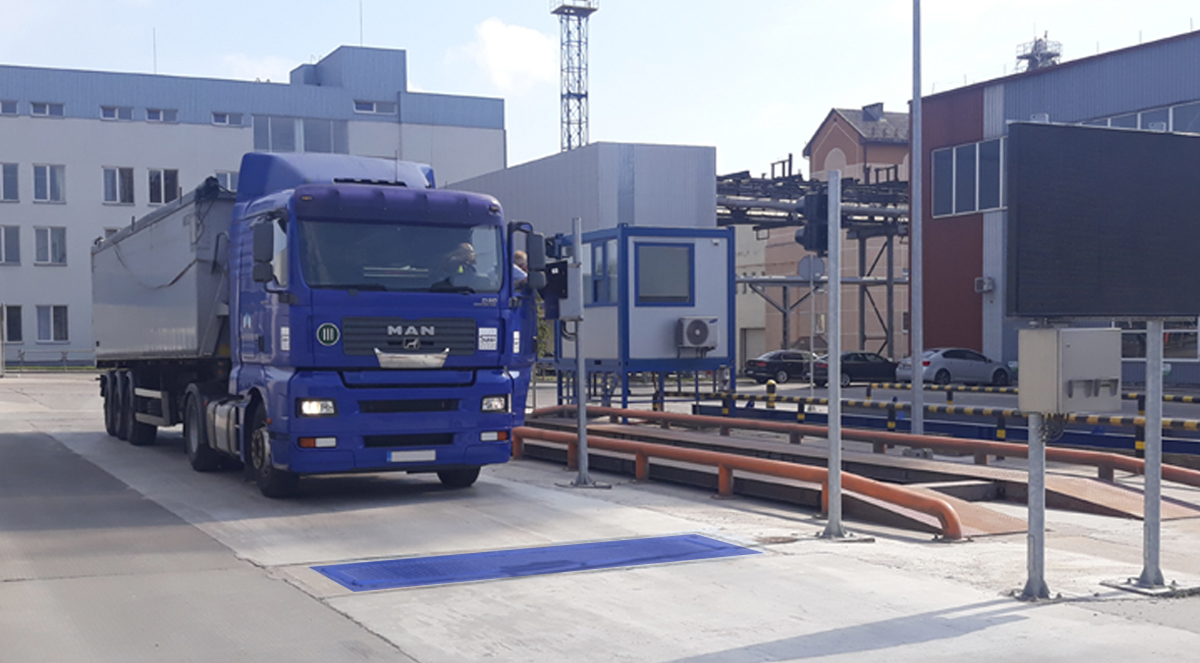
Врезные поосевые автомобильные весы-полоска

4. Подкладные портативные весы. Этот вид весов характеризуются простотой конструкции и небольшими габаритами, не требуют изготовления специальных фундаментов. Весы можно устанавливать непосредственно на дорожное полотно, на плотный грунт. Для обеспечения заявленной точности взвешивания такие весы необходимо использовать в приямке или со специальными пандусами

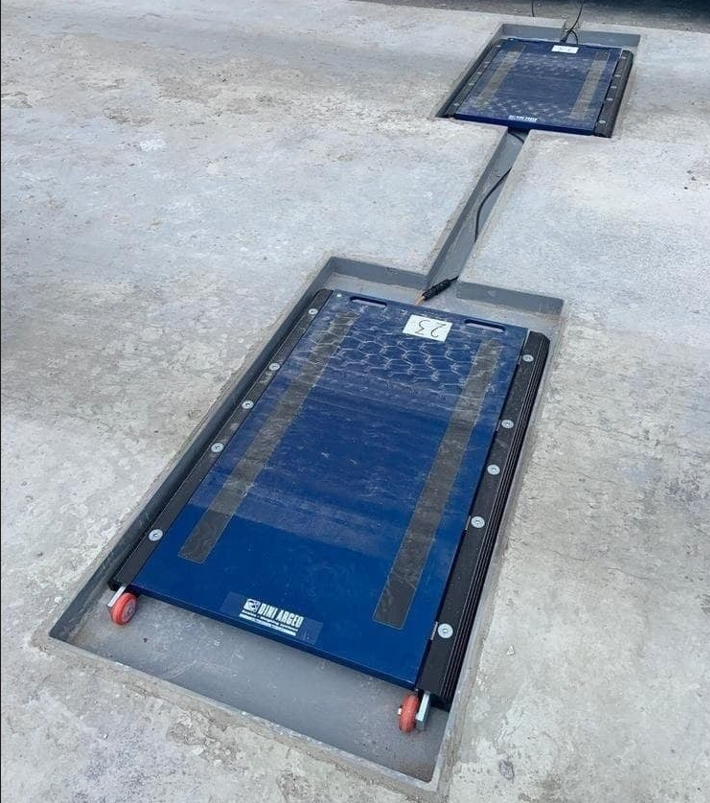
Проводные подкладные автомобильные весы для определения нагрузки на ось автомобиля, установленные в приямке

## Какую точность взвешивания можно получить на автомобильных весах?
В зависимости от типа весов и тапа взвешивания — показания точности будут разниться.
1. Для стационарных автомобильных весов в зависимости от выбранных тензодатчиков — взвешивание в статике осуществляется с погрешностью 0,1 % или 0,05 %. Это самое точное взвешивание для автомобильных весов.
2. При взвешивании на стационарных весах в динамике имеем погрешность до 2 %. Речь идет об определении веса каждой отдельной оси
3. Для врезных весов-полоски погрешность составит до 2 %, взвешивание происходит только в динамике. Определяется нагрузка на каждую ось и суммарный вес автомобиля
4. Для подкладных весов при взвешивании в динамике (когда автомобиль проезжает через пару платформ поочередно каждой парой колес) — погрешность составляет до 2 %
5. Для статического взвешивания на подкладных весах (количество платформ по количеству колес) — можно добиться погрешности 0,5 %, однако такое взвешивание требует определённого мастерства от весовщика.

## Как вести учёт с помощью автомобильных весов?
Ранее учёт отгруженной продукции велся весовщиком вручную, что приводило к появлению ошибок в ведении учёта, длительному процессу взвешиванию и незащищенности информации про взвешивание. Товарно-транспортная накладная — тоже выписывалась весовщиком и заполнялась вручную.
Сейчас большинство производителей автомобильных весов для автоматизации процесса взвешивания предлагают своим покупателям в комплекте специализированное программное обеспечение. Основной его особенностью является то, что данные о весе автомобиля вносятся в электронный журнал взвешиваний автоматически, а изменить эти данные весовщик не может. Информация надежно защищена, а ошибки, связанные с человеческим фактором — минимизированы.
Такое ПО может быть использовано и для статического, и для динамического взвешивания. Зачастую оно может передавать информацию о взвешиваниях в действующую систему учёта предприятия, что делает ведение учёта отгруженной или принятой продукции максимально удобным.